# Ungmennafélag Selfoss
Lo Ungmennafélag Selfoss (noto come UMF Selfoss o semplicemente Selfoss) è una società polisportiva islandese con sede nell'omonima città situata nel sud del Paese, maggiormente nota per la sua sezione calcistica. Nella stagione 2025 partecipa alla 1. deild karla, la seconda serie del campionato islandese di calcio.
In campionato non ha mai conseguito risultati di rilievo, fatta eccezione per la vittoria nel 2009 della 1. deild karla, il secondo livello del calcio islandese. Grazie a questo successo, nella stagione 2010 il Selfoss ha giocato per la prima volta nel massimo campionato islandese, chiuso però all'ultimo posto in classifica con appena 17 punti totalizzati; in compenso ha raggiunto in due occasioni la semifinale della Coppa d'Islanda (nel 1996 e nel 2016).

## Palmarès

### Competizioni nazionali
- 1. deild karla: 1

2009
- 2. deild karla: 4

1966, 1978, 1993, 2024

### Altri piazzamenti
- Coppa d'Islanda:

Semifinalista: 1969, 2016
- 1. deild karla:

Promozione: 2011

## Rosa 2010
| N. |                    | Ruolo | Calciatore                       |
| -- | ------------------ | ----- | -------------------------------- |
| 1  | Islanda (bandiera) | P     | Elías Örn Einarsson              |
| 12 | Islanda (bandiera) | P     | Jóhann Ólafur Sigurðsson         |
| 2  | Islanda (bandiera) | D     | Sigurður Eyberg Guðlaugsson      |
| 4  | Islanda (bandiera) | D     | Agnar Bragi Magnússon            |
| 5  | Islanda (bandiera) | D     | Kjartan Sigurðsson               |
| 6  | Islanda (bandiera) | D     | Andri Freyr Björnsson            |
| 9  | Islanda (bandiera) | D     | Jón Steindór Sveinsson (captain) |
| 21 | Islanda (bandiera) | D     | Stefán Ragnar Guðlaugsson        |
| 7  | Islanda (bandiera) | C     | Ingólfur Þórarinsson             |
| 8  | Islanda (bandiera) | C     | Henning Eyþór Jónasson           |
| 17 | Islanda (bandiera) | C     | Davíð Birgisson                  |

| N. |                    | Ruolo | Calciatore                        |
| -- | ------------------ | ----- | --------------------------------- |
| 19 | Islanda (bandiera) | C     | Ingvi Rafn Óskarsson              |
| 22 | Islanda (bandiera) | C     | Gunnar Rafn Borgþórsson           |
| 23 | Islanda (bandiera) | C     | Ingi Rafn Ingibergsson            |
| 24 | Islanda (bandiera) | C     | Guðmundur Benediktsson            |
| 29 | Islanda (bandiera) | C     | Jón Guðbrandsson                  |
| 30 | Islanda (bandiera) | C     | Einar Ottó Antonsson              |
| 3  | Islanda (bandiera) | A     | Arilíus Marteinsson               |
| 10 | Islanda (bandiera) | A     | Sævar Þór Gíslason (vice-captain) |
| 11 | Islanda (bandiera) | A     | Ingþór Jóhann Guðmundsson         |
| 14 | Islanda (bandiera) | A     | Árni Páll Hafþórsson              |
| 25 | Islanda (bandiera) | A     | Jón Daði Böðvarsson               |
| 9  | Spagna (bandiera)  | A     | Javier Zurbano Lacalle            |